# Charles d’Angennes de Rambouillet
Charles d’Angennes de Rambouillet (ur. 30 października 1530 w Rambouillet, zm. 23 marca 1587 w Tarquinii) – francuski kardynał.

## Życiorys
Urodził się 30 października 1530 roku w Rambouillet, jako syn Jacques’a d’Angennes i Isabelle Cottereau. 27 lutego 1556 został wybrany biskupem Le Mans. Pełnił funkcję ambasadora Francji przy Stolicy Piotrowej. 17 maja 1570 roku został kreowany kardynałem prezbiterem i otrzymał kościół tytularny San Simeone Profeta. Był także legatem w Umbrii i gubernatorem Tarquinii. Zmarł tamże 23 marca 1587 roku.